# Ягеллонський хрест
Ягеллонський хрест (Бойча, герб Ягеллонов; пол. Bojcza, Boycza; лат. Boyncza) — подвійний шестикінечний хрест з двома перекладинами, варіація патріаршого хреста. Історично такий хрест був символом королівської династії Ягеллонів, яка мала литовське походження. Вважається, що такий хрест був подарований литовському князеві Міндовґу в знак прихильності за прийняття католицизму. 
Ягеллонський хрест зустрічається на підробленої печатці Міндовґа, що датується 1252 роком, на сучасному гербі та державних нагородах Литви. 
Щодо походження Ягеллонського хреста тривають суперечки. Часто його вважають варіацією патріаршого хреста, що зустрічається на гербах Угорщини, Словаччини та на деяких варіантах герба Карпатської України.

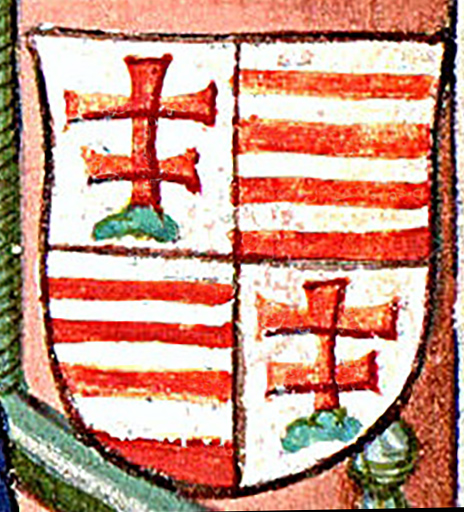
Герб короля Угорщини  Людовика I Великого (1326—1382)
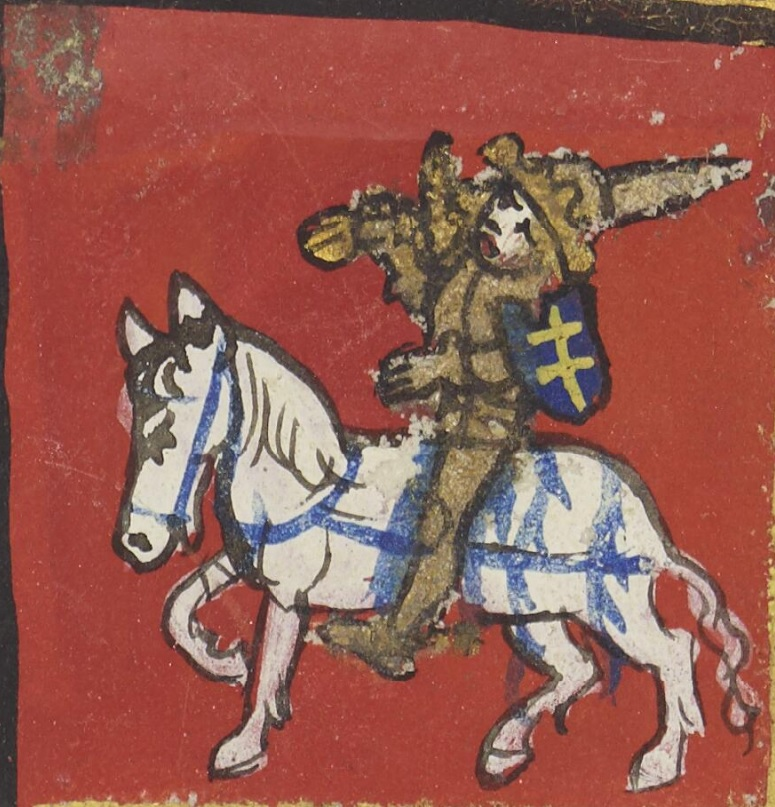
1416
1434
~1435
1536
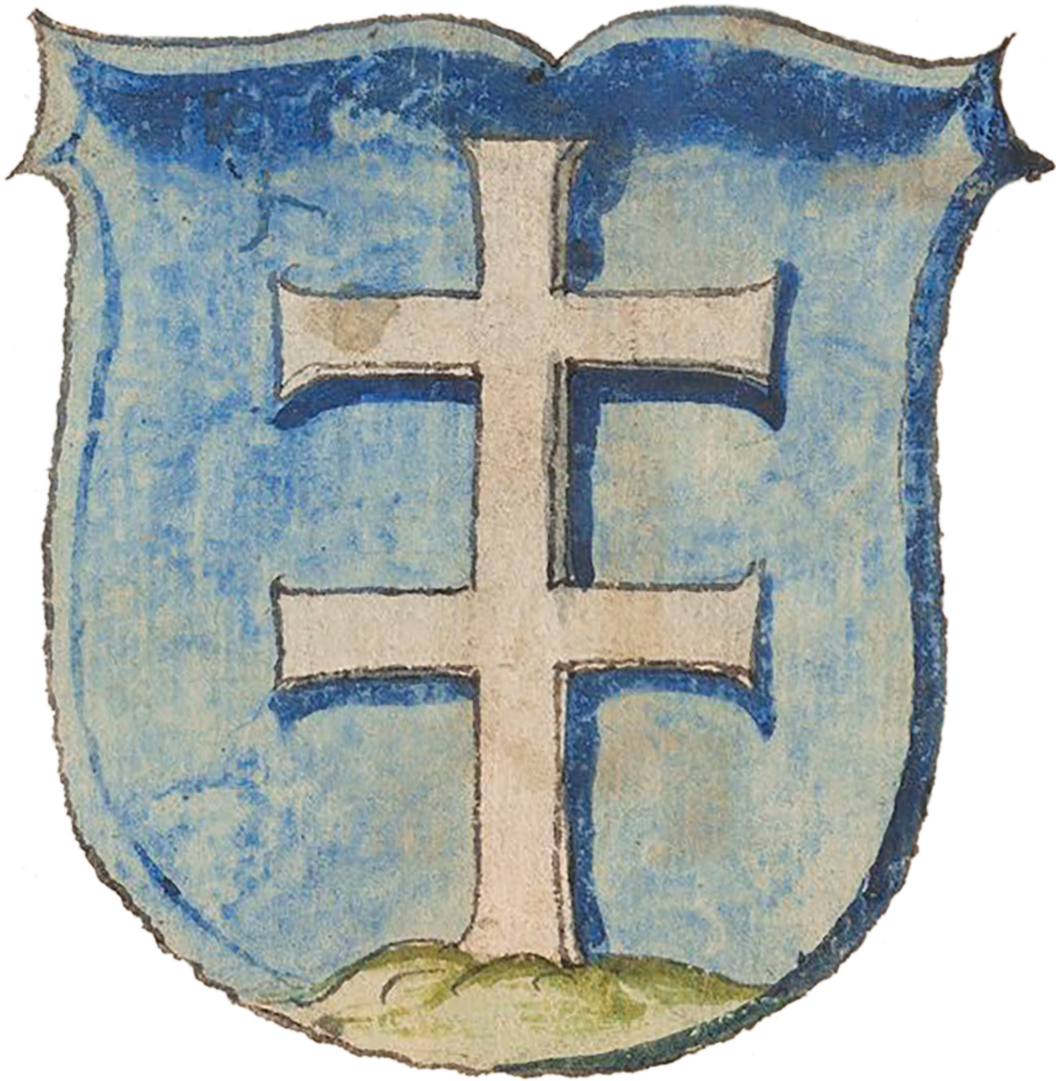
1555
Шляхетський герб Бойча
Межі XVI—XVII століть
1764